# Anna Maria Mühe
Anna Maria Mühe (ur. 23 lipca 1985 w Berlinie Wschodnim) – niemiecka aktorka. 

## Życiorys
Urodziła się w Berlinie. Pochodzi z rodziny aktorskiej, jej rodzicami byli – Jenny Gröllmann (1947–2006) i Ulrich Mühe (1953–2007). 

## Wybrana filmografia

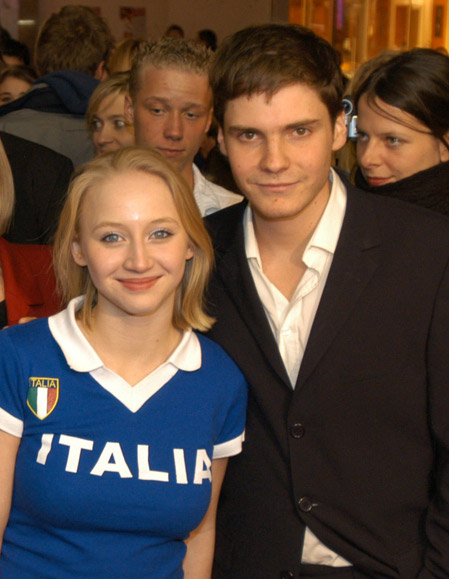
Anna Maria Mühe i Daniel Brühl przed premierą filmu Miłość w myślach

- 2002 - Dziewczyny nie płaczą jako  Kati
- 2008 - Novemberkind jako Inga
- 2004 - Miłość w myślach jako Hilde Scheller
- 2010 - Królewska zagadka jako córka rolnika
- 2017 - My Blind Date With Life jako Laura

## Nagrody
- 2006:  Goldene Kamera
- 2007:  Undine Award
- 2012:  Shooting Stars Award
- 2013:  Berliner Bär
- 2016:  Bambi